# NGC 5726
NGC 5726 é uma galáxia elíptica (E-S0) localizada na direcção da constelação de Libra. Possui uma declinação de -18° 26' 39" e uma ascensão recta de 14 horas, 42 minutos e 55,8 segundos.
A galáxia NGC 5726 foi descoberta em 1886 por Ormond Stone.